# 本田修一
本田 修一（ほんだ しゅういち、1948年（昭和23年）5月23日 - ）は、日本の政治家。元鹿児島県志布志市長（3期）、元有明町長（1期）。

## 来歴
鹿児島県志布志市出身。ラ・サール高等学校卒業。中央大学法学部中退。帰省後、養豚業を営むかたわら、地域おこし団体「有明べぶんこ村」を立ち上げる。
2003年（平成15年）、有明町長選挙に立候補し初当選した。
2006年（平成18年）1月1日、有明町は志布志町、松山町と合併し消滅。志布志市発足に伴って行われた市長選挙に立候補し初当選。4期目を狙う2018年（平成30年）の市長選で、元市議の下平晴行に敗れ落選。

## 市長選挙の結果
2006年志布志市長選挙
2006年（平成18年）2月12日執行。元志布志町長の慶田泰輔、元尚志館高等学校長の林敬二郎らを破り初当選した。
※当日有権者数：28,607人 最終投票率：82.82%（前回比：pts）
| 候補者名 | 年齢 | 所属党派 | 新旧別 | 得票数   | 得票率 | 推薦・支持 |
| -------- | ---- | -------- | ------ | -------- | ------ | ---------- |
| 本田修一 | 57   | 無所属   | 新     | 11,002票 | 47.07% |            |
| 慶田泰輔 | 60   | 無所属   | 新     | 10,296票 | 44.05% |            |
| 林敬二郎 | 68   | 無所属   | 新     | 2,077票  | 8.88%  |            |

2010年志布志市長選挙
2010年（平成22年）1月31日執行。前回戦った慶田泰輔との一騎打ちを制し再選。
※当日有権者数：27,980人 最終投票率：80.57%（前回比：-2.25pts）
| 候補者名 | 年齢 | 所属党派 | 新旧別 | 得票数   | 得票率 | 推薦・支持 |
| -------- | ---- | -------- | ------ | -------- | ------ | ---------- |
| 本田修一 | 61   | 無所属   | 現     | 11,871票 | 53.17% |            |
| 慶田泰輔 | 64   | 無所属   | 新     | 10,454票 | 46.83% |            |

2014年志布志市長選挙
2014年（平成26年）2月2日執行。前市議の下平晴行、元市議の宮田慶一郎ら4候補を斥け3選。
※当日有権者数：27,154人 最終投票率：75.15%（前回比：-5.42pts）
| 候補者名   | 年齢 | 所属党派 | 新旧別 | 得票数  | 得票率 | 推薦・支持 |
| ---------- | ---- | -------- | ------ | ------- | ------ | ---------- |
| 本田修一   | 65   | 無所属   | 現     | 9,094票 | 45.17% |            |
| 下平晴行   | 65   | 無所属   | 新     | 5,020票 | 24.93% |            |
| 仮屋正文   | 63   | 無所属   | 新     | 2,986票 | 14.83% |            |
| 尖信一     | 58   | 無所属   | 新     | 1,919票 | 9.53%  |            |
| 宮田慶一郎 | 67   | 無所属   | 新     | 1,116票 | 5.54%  |            |

2018年志布志市長選挙
2018年（平成30年）1月28日執行。元市議の下平晴行に敗れ落選。
※当日有権者数：26,379人 最終投票率：69.14%（前回比：-6.01pts）
| 候補者名 | 年齢 | 所属党派 | 新旧別 | 得票数  | 得票率 | 推薦・支持 |
| -------- | ---- | -------- | ------ | ------- | ------ | ---------- |
| 下平晴行 | 69   | 無所属   | 新     | 9,381票 | 51.87% |            |
| 本田修一 | 69   | 無所属   | 現     | 8,703票 | 48.13% |            |

## 政策
- 2016年（平成28年）9月21日、志布志市役所はふるさと納税のPR動画（制作予算800万円）をインターネット上に公開。市特産のウナギを擬人化したスクール水着姿の女性の描き方に関し批判が相次いだため、5日後の9月26日、市は配信を停止した。同日付で本田は謝罪文を発表した[7][8]。ところが反対に、市が2016年度に受けたふるさと納税による寄付額は前年度の3倍の約22億5千万円になったことが、翌2017年（平成29年）4月に分かった。新聞は「ウナギ少女効果？で3倍に」と報道した[9]。